# Església de Valldaura (Manresa)
L'Església de Valldaura és un edifici del municipi de Manresa (Bages) protegit com a bé cultural d'interès local, obra de l'arquitecte Josep Torres i Argullol.

## Descripció
Edifici construït en pedra, amb una nau i capelles laterals comunicades entre si mitjançant arcs apuntats. Coberta a dues vessants.
La façana principal és de composició ordenada, llisa, amb predomini del buit sobre el ple: portal en arc rodó i gran finestral tripartit que segueix la línia de façana formant el capcer. Una torre poligonal amb coberta piramidal resol la cantonada i serveix de nexe d'unió amb la façana lateral, plana, amb petites obertures i contraforts.
El conjunt exterior utilitza un llenguatge formal divers de l'interior. Les façanes denoten unes certes influències centreeuropees, la qual cosa no és estranya si pensem que estan fetes posteriorment a l'interior i de mans d'un arquitecte més jove.
A l'interior, la nau està separada de les capelles laterals mitjançant arcs formers, rebaixats en planta baixa i apuntats al pis superior. Absis poligonal. Cor al tester, a nivell de planta pis. Coberta amb estructura de fusta. Paraments arrebossats. A la capçalera, i damunt de l'altar, hi ha el cambril de la Verge.